# 엄을순
엄을순(한국 한자: 嚴乙順, 1956년 ~ )은 대한민국의 사진가이다.

## 생애
1956년 아버지 엄기원과 어머니 박필배 사이에 태어났다. 아버지는 운수업에 종사하였다. 엄을순의 부모는 3남 1녀를 두었고 순하게 살라고 엄을순의 이름에 '순'자를 넣었으나 엄을순의 성향은 그와 반대였고 자신의 성향대로 살았다. 진명여자고등학교를 졸업하고 1978년 이화여자대학교 과학교육과를 졸업했다. 대학을 졸업한 해에 결혼했다. 배우자는 경제학자 서윤석이고 서윤석과의 사이에 딸 2명을 두었다. 부부는 첫째 딸이 생후 6개월이던 1979년 미국으로 건너갔고 서윤석은 유학생활을 했고 엄을순은 육아를 맡았다. 둘째 딸이 유치원에 들어가고 서윤석이 UCLA 교수가 되면서 생활에 여유가 생겼고 엄을순은 본격적으로 자신의 삶을 재구성하기 시작했다. 우선 인테리어 전문 과정을 밟았다. 이후 부동산 컨설턴트를 공부해 부동산업에 뛰어들어 성공하기도 했다.
1979년부터 1995년까지 미국 생활을 하였다. 미국에서 사진을 공부하고 귀국해 마흔 살의 나이에 신구전문대학 사진과에 재입학하여 화제가 되었다. 2000년 첫 개인 사진전을 개최하였다. 2004년 이프의 대표이사이자 발행인이 되었다. 1998년 이프에 합류하였고 2004년 윤성남, 김민숙, 박옥희 등에 이어 제4대 발행인이 되었다. 1998년 사진과를 졸업한 후 여성문제에 관심을 갖고 잡지사 '이프'에 참여했고 이곳에서 일하면서 여성운동에도 경영 마인드를 접목시켜야 한다는 목표를 갖고 대학원에서 경영학석사(MBA) 학위를 받았다. 2003년 아주대학교 경영대학원을 졸업하였는데, 이는 이프 발행인이 되는 데 기여했다.
중앙일보 등에 칼럼을 기고하고 기고한 글들을 묶어 책을 내기도 하였다.

## 학력
- 진명여자고등학교 졸업
- 이화여자대학교 과학교육학 학사
- 아주대학교 경영대학원 경영학 석사
- 신구전문대학 사진과

## 경력
- 1998년: 계간지 이프  입사
- 이프 포토디렉터
- 2004년 2월 ~ : 제4대 이프 발행인, 이프 대표이사

## 저서
- 《을쑤니가 사는 법》. 이프. 2011년. ISBN 9788990546227